# Saint-Priest-la-Marche
Saint-Priest-la-Marche är en kommun i departementet Cher i regionen Centre-Val de Loire i de centrala delarna av Frankrike. Kommunen ligger  i kantonen Châteaumeillant som tillhör arrondissementet Saint-Amand-Montrond. År 2022 hade Saint-Priest-la-Marche 249 invånare.

## Befolkningsutveckling
Antalet invånare i kommunen Saint-Priest-la-Marche
Referens:INSEE